# J. C. W. Beckham
John Crepps Wickliffe Beckham (5 de agosto de 1869 – 9 de janeiro de 1940) foi um político dos Estados Unidos, o 35º governador do Kentucky e senador americano. Ele foi o primeiro senador eleito pelo estado após a aprovação da 17ª emenda constitucional.
Descendente de uma família de políticos proeminentes, Beckham foi escolhido como companheiro de chapa do democrata William Goebel na eleição para governador de 1899, apesar de ainda não possuir idade legal para assumir como governador se fosse necessário. Goebel perdeu a eleição para o republicano William S. Taylor, mas a Assembleia Geral de Kentucky anulou os resultados das eleições. Durante a disputa política que se seguiu, um assassino desconhecido baleou Goebel. Um dia após de assembleia geral ter invalidado votos suficientes para dar a eleição a Goebel, que foi empossado no cargo em seu leito de morte. Taylor alegou que a eleição havia sido manipulada pela maioria democrata na Assembleia Geral e uma disputa judicial seguiu-se entre ele e Beckham pelo governo. Beckham finalmente venceu e Taylor fugiu do estado, por ter sido acusado de envolvimento na morte de Goebel.
Após seu mandato como governador, Beckham candidatou-se para o senado dos Estados Unidos. Sua postura em favor da prohibition (lei seca de bebidas alcoólicas) custou-lhe a perda de quatro votos de legisladores de seu próprio partido e o vencedor foi republicano ‎William O'Connell Bradley. Seis anos mais tarde Beckham elegeu-se por eleição popular, mas depois ele perdeu a reeleição em grande parte por causa de suas visões pro-temperance (movimento contra bebidas alcoólicas) e sua oposição ao voto feminino. Apesar de continuar a desempenhar um papel ativo na política do estado por mais duas décadas, ele nunca voltou para cargos eletivos, não obtendo sucesso em sua candidatura para governador em 1927 e sua campanha senatorial em 1936. Ele morreu em Louisville em 9 de janeiro de 1940.

## Início da vida
J. C. W. Beckham nasceu em Wickland, próximo de Bardstown, Condado de Nelson, Kentucky, filho de William Netherton e Julia Tevis (Wickliffe) Beckham. Seu avô materno, Charles Anderson Wickliffe, foi governador do Kentucky de 1839 a 1840 e também o diretor geral do serviço postal na administração de John Tyler. Seu tio, Robert C. Wickliffe, serviu como governador da Louisiana.
Beckham obteve sua educação inicial na Roseland Academy em Bardstown. Em 1881, aos 12 anos, serviu como estagiário na câmara de representantes do Kentucky. Mais tarde ele se matriculou na Central University (agora Eastern Kentucky University), em Richmond, Kentucky, mas foi forçado a abandonar a escola aos 17 anos para ajudar sua mãe viúva. Dois anos mais tarde, ele se tornou diretor das escolas públicas de Bardstown, exercendo a função de 1888 a 1893. Ao mesmo tempo ele estudou direito na Universidade de Kentucky, onde obteve a sua licenciatura em direito em 1889. Ele foi admitido para práticas jurídicas exercendo as atividades na jurisdição de Bardstown em 1893. Ele também atuou como presidente do Young Democrats' Club do Condado de Nelson.

## Carreira política
A carreira política de Beckham começou em 1894, quando foi eleito sem oposição para a câmara dos representantes do Kentucky. Ele exerceu quatro mandatos consecutivos e foi presidente da câmara em 1898, seu último ano na instituição. Ele também atuou como um delegado para cada Convenção Nacional Democrática de 1900 a 1920.

### Governador do Kentucky
O democrata William Goebel escolheu Beckham como seu companheiro de chapa na eleição para governador do Kentucky de 1899. Goebel estava hesitante sobre a seleção, porque ele queria alguém que carreasse votos de seu Condado na eleição geral, uma vez que os eleitores do Condado de Nelson onde havia nascido Beckham já estavam comprometido com um candidato rival. Mas os amigos de Goebel garantiram-lhe que Beckham seria fiel à plataforma de reformas de Goebel, considerando que os dois outros candidatos que Goebel estava pensando seriam companheiros de execução para "empilhar as comissões do Senado contra ele". Na ocasião Beckham ainda não possuía 30 anos, a idade mínima para assumir como governador, no momento de sua eleição.
Goebel perdeu por estreita margem a eleição para o republicano William S. Taylor. Quando a sessão da assembleia geral abriu em 2 de janeiro de 1900, os resultados das eleições foram imediatamente anulados. Com os democratas no controle da ambas as câmaras da assembleia, era previsível a reversão do resultado. Enquanto a assembleia ainda deliberava em 30 de janeiro de 1900, Goebel foi baleado por uma pessoa desconhecida que aguarda nas cercanias do capitólio do estado. No dia seguinte, enquanto Goebel estava sendo tratado de seus ferimentos em um hotel local, a assembleia geral invalidou votos suficientes para dar-lhe a eleição. Ele foi empossado no cargo em seu leito no mesmo dia. Sem sair da cama por mais três dias Goebel morreu.
O caos legislativo continuou, pois Taylor se recusou a reconhecer a decisão da assembleia e sair do governo. Os republicanos no legislativo obedeciam ordens de Taylor, enquanto os democratas ignorando Taylor seguiam as ordens de sua liderança. Finalmente, em 21 de fevereiro de 1900, Taylor e Beckham concordaram em deixar que os tribunais resolvessem a questão. O caso foi primeiro para a Corte Geral de Louisville, que decidiu em favor de Beckham. Os republicanos apelaram para o Tribunal de Apelações do Kentucky, naquela época, o tribunal de última instância no estado. Em 6 de abril de 1900, a corte de apelações confirmou a decisão do Tribunal inferior. Taylor apelou para a Suprema Corte dos Estados Unidos, que se recusou a ouvir o caso em 21 de maio de 1900. O único juiz da suprema corte favorável ao Taylor foi o Kentuckiniano John Marshall Harlan.
Após a decisão do Supremo Tribunal, Taylor fugiu para Indianápolis, Indiana, temendo que fosse implicado no assassinato de Goebel. Beckham tornou-se governador em exercício, apesar de ainda não ter trinta anos, mas devido as circunstâncias incomuns da eleição uma outra especial foi realizada em 6 de novembro de 1900, para determinar quem iria completar o prazo remanescente do mandato de Goebel. Beckham (já com idade permitida) venceu a eleição contra o republicano John W. Yerkes por menos de 4.000 votos. Logo após a eleição especial, Beckham casou com Jean Raphael Fuqua de Owensboro. O casal teve dois filhos.
Como governador, Beckham buscou unir seu partido e o estado. Como parte deste esforço, ele apoiou alterações descaradamente partidárias da "lei eleitoral de Goebel", de autoria de seu companheiro de chapa  uma vez que Goebel era um membro da assembleia geral. Ele ressaltou questões não controversas como melhorias para estradas e o sistema educacional do estado. Ele recomendou a aprovação de uma lei para definir preços de livros didáticos e de uniforme escolar, uma reforma que ele e Goebel tinham defendido durante a campanha para governador. No entanto, sua liderança passiva ocasionou que a assembleia geral fizesse muito pouco em benefício de suas propostas. As únicas notáveis leis que aprovaram durante a legislatura de seu mandato foram as de aumento de impostos que adicionou meio milhão dólares para receita do Estado e a lei que proibia trabalho de crianças abaixo de 14 anos sem o consentimento de seus pais.

### Segundo mandato
Embora a constituição do Kentucky proibisse os governadores de exercer mandatos consecutivos, Beckham anunciou que ele iria postular um mandato completo como governador em 1903. Sua candidatura foi contestada em juízo, mas o tribunal decidiu que Beckham não havia exercido um mandato completo no primeiro e nesse entendimento era elegível para um próximo mandato. Devido ao seu histórico de reconciliação e de apoio às reformas não controversas, ele não sofreu nenhuma oposição significativa para garantir a indicação de seu partido. O seu histórico também privou o seu adversário republicano, Morris B. Belknap, para questionamentos significativos na campanha das eleições gerais. Beckham derrotou Belknap e três candidatos sem expressão.

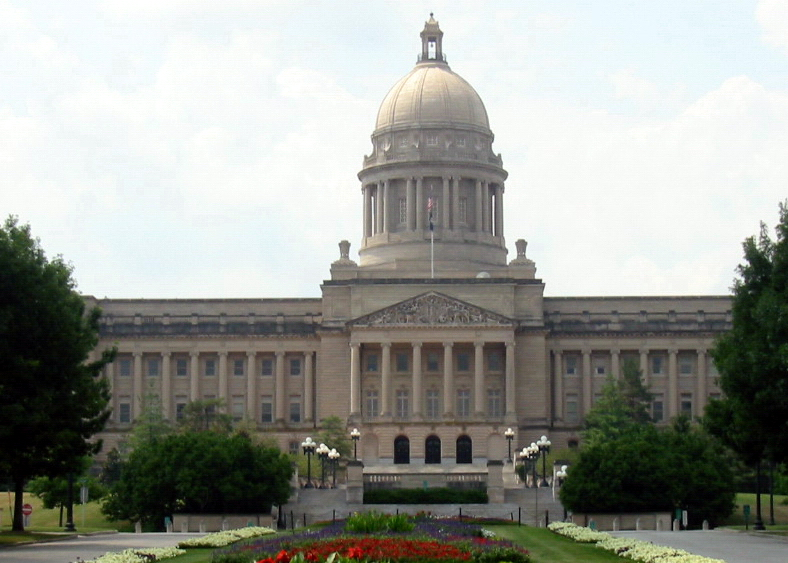
Durante o segundo mandato de Beckham fundos foram alocados para a construção do atual capitol de Kentucky.

Em seu pronunciamento ao legislativo em 1904, Beckham novamente levantou a questão de uma lei para o livro e para o uniforme escolar, que não havia sido aprovada na sessão anterior durante seu primeiro mandato. Essa lei foi uma das poucas reformas significativas aprovadas durante a sessão de 1904. Durante esse período, aprovou-se fundos para a construção de um novo edifício do Capitólio e um memorial para o falecido governador William Goebel.
Em março de 1904, Beckham assinou a Day Law, determinando a segregação racial em todas as escolas do Kentucky. O Berea College, uma escola privada do Kentucky oriental, que já havia integrado raças desde a década de 1850, imediatamente entrou com uma ação judicial para contestar a lei. A essência da lei foi confirmada na corte geral e no Tribunal de Apelações do Kentucky. Então o Berea College apelou ao Supremo Tribunal Federal dos Estados Unidos, sendo que em 1908 o Tribunal proferiu uma decisão de 8 para 1 contra o Colégio. Apenas o juiz John Marshall Harlan discordou.
Perto de encerrar a legislatura de 1904, os legisladores aprovaram a criação do Condado de Beckham retirando partes dos Condados de Carter, Elliott e Lewis. Olive Hill tornou-se a sede do Condado. Em seguida a criação do condado foi contestada em um tribunal pelo motivo de que ficou aquém de 400 quilômetros quadrados (1.000 km²) exigido pela Constituição do Estado e que reduziu os condados que ficaram com menos de 400 quilômetros quadrados (1.000 km²). O Condado de Carter juntou-se a ação, alegando que a fronteira do Condado de Beckham passava muito perto de Grayson, a sede do Condado de Carter, bem como Vanceburg, a sede do Condado de Lewis. A constituição do estado proibia que fronteiras de condados passassem dentro de 10 milhas (16 km) de uma sede de condado. Em 29 de abril de 1904, o Tribunal de Apelações do Kentucky decidiu em favor dos demandantes e dissolveram o Condado de Beckham.
Durante a sessão legislativa de 1906, Beckham pediu a investigação e repressão das seguradoras corruptas, seguindo o caminho do advogado de Nova York Charles Evans Hughes. Especificamente, ele recomendou reduzir a prática de adiar dividendos, o que permitia que as companhias de seguros mantivessem grandes quantias de dinheiro disponível para fins ilegais. Defendeu ainda que empresas de seguro que fizessem negócios no estado necessariamente deveriam investir uma determinada porcentagem de seus lucros no estado do Kentucky, reforçando a sua economia e fornecendo aos segurados alguma proteção contra a fraude.
Beckham se recusou a enviar tropas para a parte ocidental do estado para reprimir as guerras contra os cartéis do tabaco (Black Patch Tobacco Wars) em curso. Ele citou razões constitucionais para a sua recusa, mas mais provavelmente tenham sido suas motivações políticas, os democratas eram predominantes nesta região e ele não queria desafiar seu próprio partido. Através do recebimento de algumas dívidas antigas da Guerra Civil do governo federal, Beckham praticamente liquidou a dívida do estado. Incentivado por melhoria das finanças Estado, a assembleia geral votou para expandir duas das escolas de normal do Estado, o Western State Teachers College em Bowling Green (mais tarde Western Kentucky University) e Eastern State Teachers College em Richmond (uma parte posterior da Eastern Kentucky University).
Com uma bem sucedida sessão legislativa dando apoio para ele, Beckham fez uma jogada política ousada em junho de 1906: ele arquitetou uma combinação para definir as primárias democratas do Senado e governador em novembro, um ano antes da eleição para governador e, dois anos antes das eleições senatoriais. Beckham queria a vaga no Senado, então antecipando o principal em dois anos lhe permitiria garantir a nomeação do seu partido, enquanto ele ainda era governador. Ele também usou de sua influência como governador para manipular a escolha do partido de seu potencial sucessor como governador. O auditor estadual Samuel Wilbur Hager foi escolhido por Beckham para ser o governador e facilmente venceu na primária precoce, superando Challenger N.B. Hays. O ex-governador James B. McCreary disputou com Beckham para a indicação senatorial, mas Beckham venceu por mais de 11.000 votos.

### Senador dos Estados Unidos
O mandato de Beckham como governador terminou a 10 de dezembro de 1907. Na legislatura de janeiro de 1908, ele disputou como o candidato democrata para uma vaga no Senado dos Estados Unidos em virtude das primárias terem sido realizados dois anos antes. Os republicanos indicaram o governador William O'Connell Bradley. No primeiro escrutínio, Beckham assegurou 66 de 69 votos necessários. Bradley recebeu 64 votos. Sete democratas não tinham votado para Beckham. Durante as próximas seis semanas, mais 25 sufrágios foram realizados sem que nenhum obtivesse maioria, mesmo com William Jennings Bryan, o candidato democrata para Presidente, fazendo campanha para Beckham. Alguns democratas pressionaram Beckham para retirar a candidatura e permitir que um democrata mais aceitável fosse escolhido, mas ele recusou. No 29º sufrágio, feito próximo do final de fevereiro de 1908, Bradley finalmente garantiu a maioria depois que quatro democratas romperam com a bancada do partido para votar nele.
O apoio persistente de Beckham pela "prohibition" (lei seca de álcool) provavelmente custou-lhe a eleição. Sua posição colocava-o em desacordo com Henry Watterson, editor do poderoso Louisville Courier-Journal. Enquanto governador Beckham já havia colidido com os interesses do setor ligado ao licor e a máquina política de Louisville. Então quando o Tribunal de Apelações do Kentucky invalidou os resultados das eleições municipais de Louisville devido à interferência do segmento ligado ao "Whisky"  da cidade em maio de 1907, Beckham nomeou Robert Worth Bingham, um jovem advogado e colega "proibicionista", como prefeito interino até que as eleições pudessem ser realizadas em novembro. Bingham eliminou a infiltração no departamento de polícia, fechando casas de jogos de azar e aplicou blue law (fechamento aos domingos) aos salões. Após isso, o segmento do "whisky" anunciou que Beckham havia perdido o apoio dos legisladores de Louisville. Nas eleições senatoriais em 1908, três dos quatro democratas que votaram contra Beckham eram de Louisville. Após sua derrota, Beckham retornou ao seu escritório de advocacia.
Seis anos mais tarde Beckham novamente disputou a vaga no Senado. Devido à aprovação da 17ª emenda constitucional, o senador não seria eleito pelo legislativo, mas sim pelo voto popular. Na eleição primária dos democratas Beckham derrotou Augustus O. Stanley, um congressista veterano com doze anos de mandato. O candidato republicano foi ex-governador Augustus E. Willson. Amparado por seu apoio ao Presidente Woodrow Wilson, Beckham ganhou a eleição por 32.000 votos.
Beckham foi Presidente do Comitê do Senado sobre gastos no Ministério do trabalho, de 1915 a 1917 e do Comitê do Senado sobre assuntos militares. Na posição este último foi muito influente na obtenção de dois postos de treinamento militar grandes para o Kentucky, Camp Zachary Taylor e Fort Knox. Embora Camp Zachary Taylor fosse abandonado após a I Guerra Mundial, o Fort Knox se tornou o o depósito do Tesouro (ouro) dos Estados Unidos. Quando os Estados Unidos entraram Guerra Mundial, Beckham continuou em torno do Presidente Wilson e apoiado pela Liga das Nações.
Fiel à sua postura "proibicionista" (lei seca), Beckham apoiou a aprovação da 18ª emenda constitucional proibindo a importação e a venda de bebidas alcoólicas nos Estados Unidos. A alteração foi ratificada e entrou em vigor em janeiro de 1920. Acreditando que as mulheres deviam ser protegidas contra a participação na política, Beckham foi contrário a 19ª emenda constitucional, que concedeu o voto feminino. A alteração não foi aprovada em 10 de fevereiro de 1919, mas foi aprovada em 4 de junho de 1919. Beckham votou contra ambas as vezes.
Os democratas indicaram Beckham sem oposição em 1920. Seu adversário na eleição geral era republicano Richard P. Ernst. A prohibition tinha destruído a indústria de destilação e o negócio de salões no estado, então nas áreas onde estas indústrias eram proeminentes Beckham recebeu 5.000 votos menos do que o candidato presidencial democrata James M. Cox. Ele também perdeu os votos das mulheres e pelo seu apoio ao Presidente Wilson, que tinha perdido popularidade desde a eleição de Beckham em 1914. Ernst ganhou a eleição por menos de 5.000 votos, vencendo a disputa com 50,3% dos votos contra os 49,7% de Beckham. Durante o seu mandato único no Senado Beckham atuou ao lado de três outros senadores dos Estados Unidos pelo Kentucky: Ollie M. James, George Martin B. e Augusto O. Stanley.

## Últimos anos e morte
Após seu mandato no Senado, Beckham retomou sua prática jurídica em Louisville. Ele procurou outro mandato como governador em 1927. Desta vez ele teve o apoio do Louisville Courier-Journal, que havia sido comprado por seu aliado, Robert W. Bingham. Ele se opunha a uma poderosa máquina política conhecida como Jockey Club, cujo interesse principal era garantir a legislação para permitir parimutuel beeting (do francês: Pari Mutuel ou apostas múltiplas de vários jogadores) em pistas de corrida de cavalo do estado.
O Jockey Clube escolheu um candidato para cada um dos partidos nas eleições primárias. Na primária democrata Beckham derrotou um candidato relativamente obscuro do clube, Robert T. Crowe. Flem D. Sampson, candidato do clube nas primárias republicanas, venceu a nomeação do seu partido. Nas eleições gerais Beckham não poderia garantir o apoio do governador democrata William J. Fields, que tinha sido eleito com a ajuda do Jockey Club. Apesar dos Democratas elegerem outros concorrentes da chapa, incluindo o vice-governador, Beckham perdeu para Sampson, por mais de 32.000 votos. Estima-se que o clube gastou mais de $500.000 para derrotá-lo.
Beckham era esperado para ser o candidato dos Democratas para governador em 1935, mas a morte de seu filho no final de 1934 peturbou-o e sua esposa era contra outra candidatura. Os democratas escolheram A. B. "Happy" Chandler de Henderson, Kentucky que ganhou as eleições. Beckham apoiou a candidatura de Chandler, então em troca Chandler nomeou-o para a Comissão de serviço público de Kentucky em 1936. Beckham também atuou na Comissão do departamento de negócios e regulamentos e presidiu a Comissão de reorganização do governo de estado.

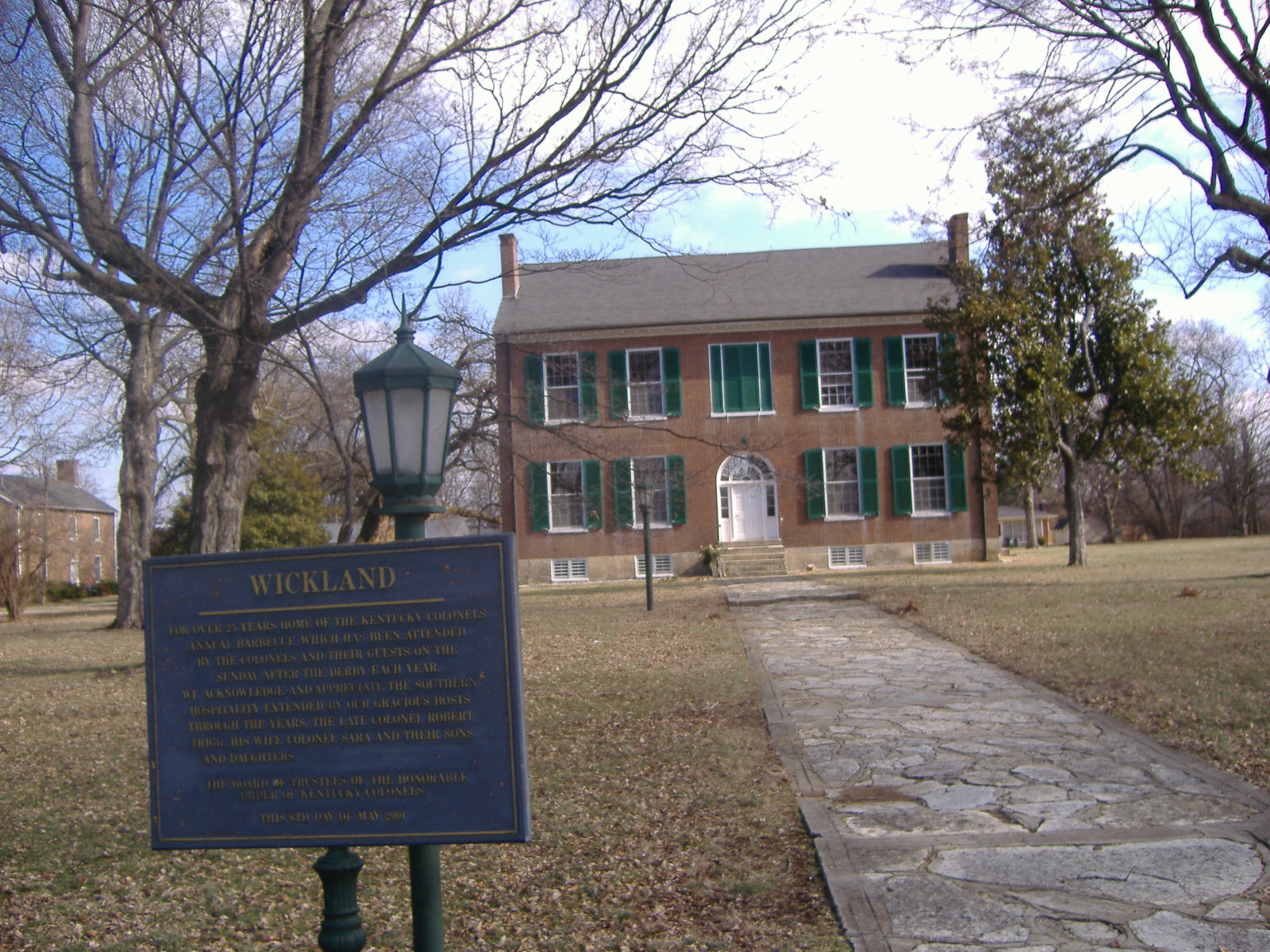
Wickland, local de nascimento de Beckham, está no Registro Nacional de lugares históricos

Beckham tentou retornar ao Senado, em 1936. O canditado do Jockey Club, James B. Brown, tinha perdido a sua fortuna e influência quando seu império bancário caiu em 1930. O aliado de Beckham em 1933, Robert Bingham, tinha sido nomeado embaixador para o Court of St. James, aumentando a sua proeminência e influência. Beckham também contou com o apoio dos trabalhadores em minas dos Estados Unidos e do prefeito de Louisville Neville Miller. A disputa foi complicada, porém, pela entrada de John Y. Brown, um democrata que foi representante dos EUA e ex-presidente da Câmara dos representantes de Kentucky. Ele concordou em apoiar a candidatura de Chandler para o governo em troca do apoio de Chandler em sua disputa para o Senado. No entanto, Chandler lançou seu apoio para Beckham, assim Brown não foi capaz de ganhar a vaga sem o apoio de Bingham e Chandler, ele reuniu 85.000 votos, a maioria às custas de Beckham. Então o republicano incumbente M. M. Logan manteve o assento por 2.385 votos de diferença.
Beckham morreu em Louisville em 9 de janeiro de 1940 e foi enterrado em Frankfort no Kentucky. No estado norte-americano de Oklahoma, o Condado de Beckham foi assim nomeado em sua homenagem por sugestão de um Kentuckiniano que estava servindo como delegado à Convenção constitucional de Oklahoma em 1907. Wickland, sua cidade natal, foi adicionada ao registro nacional de lugares históricos em 16 de fevereiro de 1973.

## Antepassados
|  |                                  |  |  |  |  |  |  |  |  |  |  |  |  |  |  |  |
|  | 16. James Beckham                |  |  |  |  |  |  |  |  |  |  |  |  |  |  |  |
|  |                                  |  |  |  |  |  |  |  |  |  |  |  |  |  |  |  |
|  |                                  |  |  |  |  |  |  |  |  |  |  |  |  |  |  |  |
|  | 8. Abner Beckham                 |  |  |  |  |  |  |  |  |  |  |  |  |  |  |  |
|  |                                  |  |  |  |  |  |  |  |  |  |  |  |  |  |  |  |
|  |                                  |  |  |  |  |  |  |  |  |  |  |  |  |  |  |  |
|  | 17. Hannah Bohon                 |  |  |  |  |  |  |  |  |  |  |  |  |  |  |  |
|  |                                  |  |  |  |  |  |  |  |  |  |  |  |  |  |  |  |
|  |                                  |  |  |  |  |  |  |  |  |  |  |  |  |  |  |  |
|  | 4. William Thomas Beckham        |  |  |  |  |  |  |  |  |  |  |  |  |  |  |  |
|  |                                  |  |  |  |  |  |  |  |  |  |  |  |  |  |  |  |
|  |                                  |  |  |  |  |  |  |  |  |  |  |  |  |  |  |  |
|  | 18. Joseph Thomas                |  |  |  |  |  |  |  |  |  |  |  |  |  |  |  |
|  |                                  |  |  |  |  |  |  |  |  |  |  |  |  |  |  |  |
|  |                                  |  |  |  |  |  |  |  |  |  |  |  |  |  |  |  |
|  | 9. Frances Thomas                |  |  |  |  |  |  |  |  |  |  |  |  |  |  |  |
|  |                                  |  |  |  |  |  |  |  |  |  |  |  |  |  |  |  |
|  |                                  |  |  |  |  |  |  |  |  |  |  |  |  |  |  |  |
|  | 19. Elizabeth ---                |  |  |  |  |  |  |  |  |  |  |  |  |  |  |  |
|  |                                  |  |  |  |  |  |  |  |  |  |  |  |  |  |  |  |
|  |                                  |  |  |  |  |  |  |  |  |  |  |  |  |  |  |  |
|  | 2. William Netherton Beckham     |  |  |  |  |  |  |  |  |  |  |  |  |  |  |  |
|  |                                  |  |  |  |  |  |  |  |  |  |  |  |  |  |  |  |
|  |                                  |  |  |  |  |  |  |  |  |  |  |  |  |  |  |  |
|  | 20. John H. Netherton            |  |  |  |  |  |  |  |  |  |  |  |  |  |  |  |
|  |                                  |  |  |  |  |  |  |  |  |  |  |  |  |  |  |  |
|  |                                  |  |  |  |  |  |  |  |  |  |  |  |  |  |  |  |
|  | 10. John Netherson               |  |  |  |  |  |  |  |  |  |  |  |  |  |  |  |
|  |                                  |  |  |  |  |  |  |  |  |  |  |  |  |  |  |  |
|  |                                  |  |  |  |  |  |  |  |  |  |  |  |  |  |  |  |
|  | 21. Elizabeth ---                |  |  |  |  |  |  |  |  |  |  |  |  |  |  |  |
|  |                                  |  |  |  |  |  |  |  |  |  |  |  |  |  |  |  |
|  |                                  |  |  |  |  |  |  |  |  |  |  |  |  |  |  |  |
|  | 5. Nancy Netherton               |  |  |  |  |  |  |  |  |  |  |  |  |  |  |  |
|  |                                  |  |  |  |  |  |  |  |  |  |  |  |  |  |  |  |
|  |                                  |  |  |  |  |  |  |  |  |  |  |  |  |  |  |  |
|  | 22. George Harding               |  |  |  |  |  |  |  |  |  |  |  |  |  |  |  |
|  |                                  |  |  |  |  |  |  |  |  |  |  |  |  |  |  |  |
|  |                                  |  |  |  |  |  |  |  |  |  |  |  |  |  |  |  |
|  | 11. Winifred Harding             |  |  |  |  |  |  |  |  |  |  |  |  |  |  |  |
|  |                                  |  |  |  |  |  |  |  |  |  |  |  |  |  |  |  |
|  |                                  |  |  |  |  |  |  |  |  |  |  |  |  |  |  |  |
|  | 23. Mary Jane Smith              |  |  |  |  |  |  |  |  |  |  |  |  |  |  |  |
|  |                                  |  |  |  |  |  |  |  |  |  |  |  |  |  |  |  |
|  |                                  |  |  |  |  |  |  |  |  |  |  |  |  |  |  |  |
|  | 1. John Crepps Wickliffe Beckham |  |  |  |  |  |  |  |  |  |  |  |  |  |  |  |
|  |                                  |  |  |  |  |  |  |  |  |  |  |  |  |  |  |  |
|  |                                  |  |  |  |  |  |  |  |  |  |  |  |  |  |  |  |
|  | 24. Robert Wickliffe             |  |  |  |  |  |  |  |  |  |  |  |  |  |  |  |
|  |                                  |  |  |  |  |  |  |  |  |  |  |  |  |  |  |  |
|  |                                  |  |  |  |  |  |  |  |  |  |  |  |  |  |  |  |
|  | 12. Charles Wickliffe            |  |  |  |  |  |  |  |  |  |  |  |  |  |  |  |
|  |                                  |  |  |  |  |  |  |  |  |  |  |  |  |  |  |  |
|  |                                  |  |  |  |  |  |  |  |  |  |  |  |  |  |  |  |
|  | 25. Elizabeth Arrington          |  |  |  |  |  |  |  |  |  |  |  |  |  |  |  |
|  |                                  |  |  |  |  |  |  |  |  |  |  |  |  |  |  |  |
|  |                                  |  |  |  |  |  |  |  |  |  |  |  |  |  |  |  |
|  | 6. Charles Anderson Wickliffe    |  |  |  |  |  |  |  |  |  |  |  |  |  |  |  |
|  |                                  |  |  |  |  |  |  |  |  |  |  |  |  |  |  |  |
|  |                                  |  |  |  |  |  |  |  |  |  |  |  |  |  |  |  |
|  | 26. Martin Hardin                |  |  |  |  |  |  |  |  |  |  |  |  |  |  |  |
|  |                                  |  |  |  |  |  |  |  |  |  |  |  |  |  |  |  |
|  |                                  |  |  |  |  |  |  |  |  |  |  |  |  |  |  |  |
|  | 13. Lydia Hardin                 |  |  |  |  |  |  |  |  |  |  |  |  |  |  |  |
|  |                                  |  |  |  |  |  |  |  |  |  |  |  |  |  |  |  |
|  |                                  |  |  |  |  |  |  |  |  |  |  |  |  |  |  |  |
|  | 27. Lydia Waters                 |  |  |  |  |  |  |  |  |  |  |  |  |  |  |  |
|  |                                  |  |  |  |  |  |  |  |  |  |  |  |  |  |  |  |
|  |                                  |  |  |  |  |  |  |  |  |  |  |  |  |  |  |  |
|  | 3. Julia Tevis Wickliffe         |  |  |  |  |  |  |  |  |  |  |  |  |  |  |  |
|  |                                  |  |  |  |  |  |  |  |  |  |  |  |  |  |  |  |
|  |                                  |  |  |  |  |  |  |  |  |  |  |  |  |  |  |  |
|  | 28.                              |  |  |  |  |  |  |  |  |  |  |  |  |  |  |  |
|  |                                  |  |  |  |  |  |  |  |  |  |  |  |  |  |  |  |
|  |                                  |  |  |  |  |  |  |  |  |  |  |  |  |  |  |  |
|  | 14. Christian Crepps             |  |  |  |  |  |  |  |  |  |  |  |  |  |  |  |
|  |                                  |  |  |  |  |  |  |  |  |  |  |  |  |  |  |  |
|  |                                  |  |  |  |  |  |  |  |  |  |  |  |  |  |  |  |
|  | 29.                              |  |  |  |  |  |  |  |  |  |  |  |  |  |  |  |
|  |                                  |  |  |  |  |  |  |  |  |  |  |  |  |  |  |  |
|  |                                  |  |  |  |  |  |  |  |  |  |  |  |  |  |  |  |
|  | 7. Margaret Crepps               |  |  |  |  |  |  |  |  |  |  |  |  |  |  |  |
|  |                                  |  |  |  |  |  |  |  |  |  |  |  |  |  |  |  |
|  |                                  |  |  |  |  |  |  |  |  |  |  |  |  |  |  |  |
|  | 30. Ignatius Brashear            |  |  |  |  |  |  |  |  |  |  |  |  |  |  |  |
|  |                                  |  |  |  |  |  |  |  |  |  |  |  |  |  |  |  |
|  |                                  |  |  |  |  |  |  |  |  |  |  |  |  |  |  |  |
|  | 15. Elizabeth Brashear           |  |  |  |  |  |  |  |  |  |  |  |  |  |  |  |
|  |                                  |  |  |  |  |  |  |  |  |  |  |  |  |  |  |  |
|  |                                  |  |  |  |  |  |  |  |  |  |  |  |  |  |  |  |
|  | 31. Frances Pamela Edmonston     |  |  |  |  |  |  |  |  |  |  |  |  |  |  |  |
|  |                                  |  |  |  |  |  |  |  |  |  |  |  |  |  |  |  |
|  |                                  |  |  |  |  |  |  |  |  |  |  |  |  |  |  |  |

## Ler também
- Harrison, Lowell H.; James C. Klotter (1997). A New History of Kentucky. [S.l.]: University Press of Kentucky. ISBN 0-8131-2008-X. Consultado em 26 de junho de 2009
- Tapp, Hambleton; James C. Klotter (1977). Kentucky: decades of discord, 1865–1900. [S.l.]: University Press of Kentucky. ISBN 0-916968-05-7. Consultado em 26 de junho de 2009

## Fonte da tradução
- Este artigo foi inicialmente traduzido, total ou parcialmente, do artigo da Wikipédia em inglês cujo título é «J. C. W. Beckham».